# Karkemisch
Karkemisch, även Karkemish, är en forntida ruinstad vid Eufrat, känd sedan omkring  2100 f. Kr.  Den låg vid den stora handelsvägen mellan medelhavsländerna och Mesopotamien, på gränsen mellan Syrien och Turkiet. Den nuvarande byn på dess plats heter Jarābulus.
Staden spelade under den hettitiska stormaktens tid en betydande roll som en av väldets utposter och blev senare medelpunkten för de hettitiska stadsstaterna i norra Syrien. Karkemisch erövrades 717 f. Kr. av Assyriens kung Sargon II. I det berömda slaget vid Karkemish 605 f. Kr. slog babylonierna under Nebukadnessar II den egyptiske faraon Necho II. Under klassisk och hellenistisk tid var Karkemisch känt under namnet Europos. 